# Campeonato Acreano 2023
El Campeonato Acreano de Fútbol 2023 fue la 96.ª edición de la primera división de fútbol del estado de Acre. El torneo fue organizado por la Federação de Futebol do Estado do Acre (FFAC). El torneo comenzó el 5 de marzo y finalizó el 1 de mayo.
Rio Branco se consagró campeón tras ganar el hexagonal final, venciendo en la última fecha a Humaitá.

## Sistema de juego[2]

### 1.ª fase
Los 11 equipos son divididos en dos grupos, uno de 6 y el otro con 5. Los equipos se enfrentan al resto de equipos de su grupo en modalidad de todos contra todos a una sola rueda. Culminada esta fase, los 3 primeros puestos de cada grupo avanzarán a un hexagonal final. No hay descensos.

### 2.ª fase
Los 6 equipos provenientes de la primera fase se enfrentan en modalidad de todos contra todos a una sola rueda. Culminadas las cinco fechas, el equipo ubicado en primer lugar se consagrará campeón.

## Equipos participantes
| Equipo            | Ciudad            | Estadio (Capacidad) | Posición 2022 | Títulos (último) |
| ----------------- | ----------------- | ------------------- | ------------- | ---------------- |
| ADESG             | Senador Guiomard  | Florestão (10 000)  | 3.º           | 1 (2006)         |
| Andirá            | Río Branco        | Florestão (10 000)  | 11.º          | 0                |
| Atlético Acreano  | Río Branco        | Florestão (10 000)  | 8.º           | 9 (2019)         |
| Galvez            | Río Branco        | Florestão (10 000)  | 4.º           | 1 (2020)         |
| Humaitá           | Porto Acre        | Florestão (10 000)  | Campeón       | 1 (2022)         |
| Independência     | Río Branco        | Florestão (10 000)  | 9.º           | 11 (1998)        |
| Náuas             | Cruzeiro do Sul   | Florestão (10 000)  | 6.º           | 0                |
| Plácido de Castro | Plácido de Castro | Florestão (10 000)  | 7.º           | 1 (2013)         |
| Rio Branco-AC     | Río Branco        | Florestão (10 000)  | 5.º           | 48 (2021)        |
| São Francisco     | Río Branco        | Florestão (10 000)  | 2.º           | 0                |
| Vasco da Gama-AC  | Río Branco        | Florestão (10 000)  | 10.º          | 3 (2001)         |

## Primera fase

### Grupo A
| Pos. | Equipo            | Pts. | PJ | G | E | P | GF | GC | Dif. | Clasificación    |
| ---- | ----------------- | ---- | -- | - | - | - | -- | -- | ---- | ---------------- |
| 1    | Humaitá           | 12   | 5  | 4 | 0 | 1 | 17 | 3  | +14  | Hexagonal final. |
| 2    | Independência     | 12   | 5  | 4 | 0 | 1 | 11 | 3  | +8   | Hexagonal final. |
| 3    | Rio Branco-AC     | 12   | 5  | 4 | 0 | 1 | 8  | 5  | +3   | Hexagonal final. |
| 4    | Plácido de Castro | 6    | 5  | 2 | 0 | 3 | 12 | 14 | −2   |                  |
| 5    | ADESG             | 3    | 5  | 1 | 0 | 4 | 4  | 14 | −10  |                  |
| 6    | Andirá            | 0    | 5  | 0 | 0 | 5 | 5  | 18 | −13  |                  |

 Fuente: FFAC
Criterios de clasificación: 1) Puntos; 2) Partidos ganados; 3) Diferencia de gol; 4) Goles anotados; 5) Enfrentamiento directo entre los equipos en cuestión; 6) Menor cantidad de tarjetas rojas; 7) Menor cantidad de tarjetas amarillas; 8) Partido extra.

#### Resultados
| Local \ Visitante | ADE | AND | HUM | IND | PLA | RBR |
| ----------------- | --- | --- | --- | --- | --- | --- |
| ADESG             | —   | —   | 0–1 | 0–4 | —   | 1–2 |
| Andirá            | 1–2 | —   | —   | —   | 1–5 | 2–3 |
| Humaitá           |     | 6–0 | —   | 2–0 | —   | 1–2 |
| Independência     | —   | 2–1 | —   | —   | 4–0 | —   |
| Plácido de Castro | 6–1 | —   | 1–7 |     | —   | —   |
| Rio Branco-AC     | —   |     | —   | 0–1 | 1–0 | —   |

### Grupo B
| Pos. | Equipo           | Pts. | PJ | G | E | P | GF | GC | Dif. | Clasificación    |
| ---- | ---------------- | ---- | -- | - | - | - | -- | -- | ---- | ---------------- |
| 1    | São Francisco    | 10   | 4  | 3 | 1 | 0 | 12 | 7  | +5   | Hexagonal final. |
| 2    | Galvez           | 8    | 4  | 2 | 2 | 0 | 16 | 5  | +11  | Hexagonal final. |
| 3    | Atlético Acreano | 7    | 4  | 2 | 1 | 1 | 12 | 6  | +6   | Hexagonal final. |
| 4    | Náuas            | 3    | 4  | 1 | 0 | 3 | 6  | 13 | −7   |                  |
| 5    | Vasco da Gama-AC | 0    | 4  | 0 | 0 | 4 | 4  | 19 | −15  |                  |

 Fuente: FFAC
Criterios de clasificación: 1) Puntos; 2) Partidos ganados; 3) Diferencia de gol; 4) Goles anotados; 5) Enfrentamiento directo entre los equipos en cuestión; 6) Menor cantidad de tarjetas rojas; 7) Menor cantidad de tarjetas amarillas; 8) Partido extra.

#### Resultados
| Local \ Visitante | ATL | GAL | NAU | SFR | VAS |
| ----------------- | --- | --- | --- | --- | --- |
| Atlético Acreano  | —   | —   | —   | 3–4 | 6–1 |
| Galvez            | 1–1 | —   | 7–2 | —   | —   |
| Náuas             | 0–2 | —   | —   | 1–2 | —   |
| São Francisco     | —   | 2–2 | —   | —   | 4–1 |
| Vasco da Gama-AC  | —   | 0–6 | 2–3 | —   | —   |

## Hexagonal final

### Tabla de posiciones
| Pos. | Equipo           | Pts. | PJ | G | E | P | GF | GC | Dif. | Clasificación                                        |
| ---- | ---------------- | ---- | -- | - | - | - | -- | -- | ---- | ---------------------------------------------------- |
| 1    | Rio Branco-AC    | 13   | 5  | 4 | 1 | 0 | 6  | 0  | +6   | Copa de Brasil 2024, Copa Verde 2024 y Serie D 2024. |
| 2    | Humaitá          | 10   | 5  | 3 | 1 | 1 | 9  | 5  | +4   | Copa de Brasil 2024, Copa Verde 2024 y Serie D 2024. |
| 3    | Galvez           | 8    | 5  | 2 | 2 | 1 | 7  | 2  | +5   |                                                      |
| 4    | Independência    | 6    | 5  | 2 | 0 | 3 | 8  | 11 | −3   |                                                      |
| 5    | Atlético Acreano | 3    | 5  | 1 | 0 | 4 | 3  | 8  | −5   |                                                      |
| 6    | São Francisco    | 3    | 5  | 1 | 0 | 4 | 6  | 13 | −7   |                                                      |

 Fuente: FFAC
Criterios de clasificación: 1) Puntos; 2) Partidos ganados; 3) Diferencia de gol; 4) Goles anotados; 5) Enfrentamiento directo entre los equipos en cuestión; 6) Menor cantidad de tarjetas rojas; 7) Menor cantidad de tarjetas amarillas; 8) Partido extra.

### Resultados
| Local \ Visitante | ATL | GAL | HUM | IND | RBR | SFR |
| ----------------- | --- | --- | --- | --- | --- | --- |
| Atlético Acreano  | —   | 0–2 | 0–1 | —   | —   | 0–3 |
| Galvez            | —   | —   | 1–1 | —   | 0–0 | —   |
| Humaitá           | —   | —   | —   | 4–2 | 0–1 | —   |
| Independência     | 1–3 | 1–0 | —   | —   | —   | 4–2 |
| Rio Branco-AC     | 1–0 | —   | —   | 2–0 | —   | 2–0 |
| São Francisco     | —   | 0–4 | 1–3 | —   | —   | —   |

| Bandera del estado de Acre |
| Campeón                    |
| Rio Branco 49.° título     |

## Estadísticas

### Asistencia
- Actualizado al 4 de abril de 2023.

| #    | Equipo            | PJ | Total | Promedio | Recaudación (R$) |
| ---- | ----------------- | -- | ----- | -------- | ---------------- |
| 1.º  | Atlético Acreano  | 3  | 844   | 281      | 2.180,00         |
| 2.º  | ADESG             | 4  | 1000  | 250      | 2.582,50         |
| 3.º  | São Francisco     | 3  | 730   | 243      | 1.887,50         |
| 4.º  | Galvez            | 3  | 726   | 242      | 1.877,50         |
| 5.º  | Náuas             | 3  | 712   | 237      | 1.837,50         |
| 6.º  | Rio Branco-AC     | 4  | 928   | 232      | 2.395,00         |
| 7.º  | Independência     | 4  | 885   | 221      | 2.295,00         |
| 8.º  | Humaitá           | 4  | 810   | 203      | 2.080,00         |
| 9.º  | Plácido de Castro | 4  | 796   | 199      | 2.052,50         |
| 10.º | Vasco da Gama-AC  | 4  | 690   | 173      | 1.762,50         |
| 11.º | Andirá            | 4  | 647   | 162      | 1.660,00         |
| −    | Total             | 20 | 2192  | 219      | 22.610,00        |

### Fechas con más asistencia
- Actualizado al 4 de abril de 2023.

| Fecha       | Equipo 1         | Resultado | Equipo 2          | Asistencia | Recaudación (R$) | Estadio   | Ref.  |
| ----------- | ---------------- | --------- | ----------------- | ---------- | ---------------- | --------- | ----- |
| 7 de marzo  | ADESG            | 0 - 4     | Independência     | 334        | 3.490,00         | Florestão | [ 3 ] |
| 7 de marzo  | Rio Branco-AC    | 1 - 0     | Plácido de Castro | 334        | 3.490,00         | Florestão | [ 3 ] |
| 18 de marzo | Náuas            | 1 - 2     | São Francisco     | 317        | 3.320,00         | Florestão | [ 4 ] |
| 18 de marzo | Galvez           | 1 - 1     | Atlético Acreano  | 317        | 3.320,00         | Florestão | [ 4 ] |
| 11 de marzo | Atlético Acreano | 6 - 1     | Vasco da Gama-AC  | 300        | 3.070,00         | Florestão | [ 5 ] |
| 11 de marzo | Galvez           | 7 - 2     | Náuas             | 300        | 3.070,00         | Florestão | [ 5 ] |
| 14 de marzo | Andirá           | 1 - 2     | ADESG             | 257        | 2.660,00         | Florestão | [ 6 ] |
| 14 de marzo | Humaitá          | 2 - 0     | Independência     | 257        | 2.660,00         | Florestão | [ 6 ] |
| 28 de marzo | ADESG            | 1 - 2     | Rio Branco-AC     | 227        | 2.330,00         | Florestão | [ 7 ] |
| 28 de marzo | Atlético Acreano | 3 - 4     | São Francisco     | 227        | 2.330,00         | Florestão | [ 7 ] |

### Fechas con menos asistencia
- Actualizado al 4 de abril de 2023.

| Fecha       | Equipo 1          | Resultado | Equipo 2          | Asistencia | Recaudación (R$) | Estadio   | Ref.   |
| ----------- | ----------------- | --------- | ----------------- | ---------- | ---------------- | --------- | ------ |
| 5 de marzo  | Humaitá           | 6 - 0     | Andirá            | 186        | 1.900,00         | Florestão | [ 8 ]  |
| 5 de marzo  | São Francisco     | 4 - 1     | Vasco da Gama-AC  | 186        | 1.900,00         | Florestão | [ 8 ]  |
| 21 de marzo | Rio Branco-AC     | 0 - 1     | Independência     | 185        | 1.910,00         | Florestão | [ 9 ]  |
| 21 de marzo | Plácido de Castro | 1 - 7     | Humaitá           | 185        | 1.910,00         | Florestão | [ 9 ]  |
| 4 de abril  | Plácido de Castro | 6 - 1     | ADESG             | 182        | 1.850,00         | Florestão | [ 10 ] |
| 4 de abril  | Humaitá           | 1 - 2     | Rio Branco-AC     | 182        | 1.850,00         | Florestão | [ 10 ] |
| 1 de abril  | Vasco da Gama-AC  | 0 - 6     | Galvez            | 109        | 1.120,00         | Florestão | [ 11 ] |
| 1 de abril  | Independência     | 2 - 1     | Andirá            | 109        | 1.120,00         | Florestão | [ 11 ] |
| 25 de marzo | Andirá            | 1 - 5     | Plácido de Castro | 95         | 960,00           | Florestão | [ 12 ] |
| 25 de marzo | Vasco da Gama-AC  | 2 - 3     | Náuas             | 95         | 960,00           | Florestão | [ 12 ] |